# Dídimos

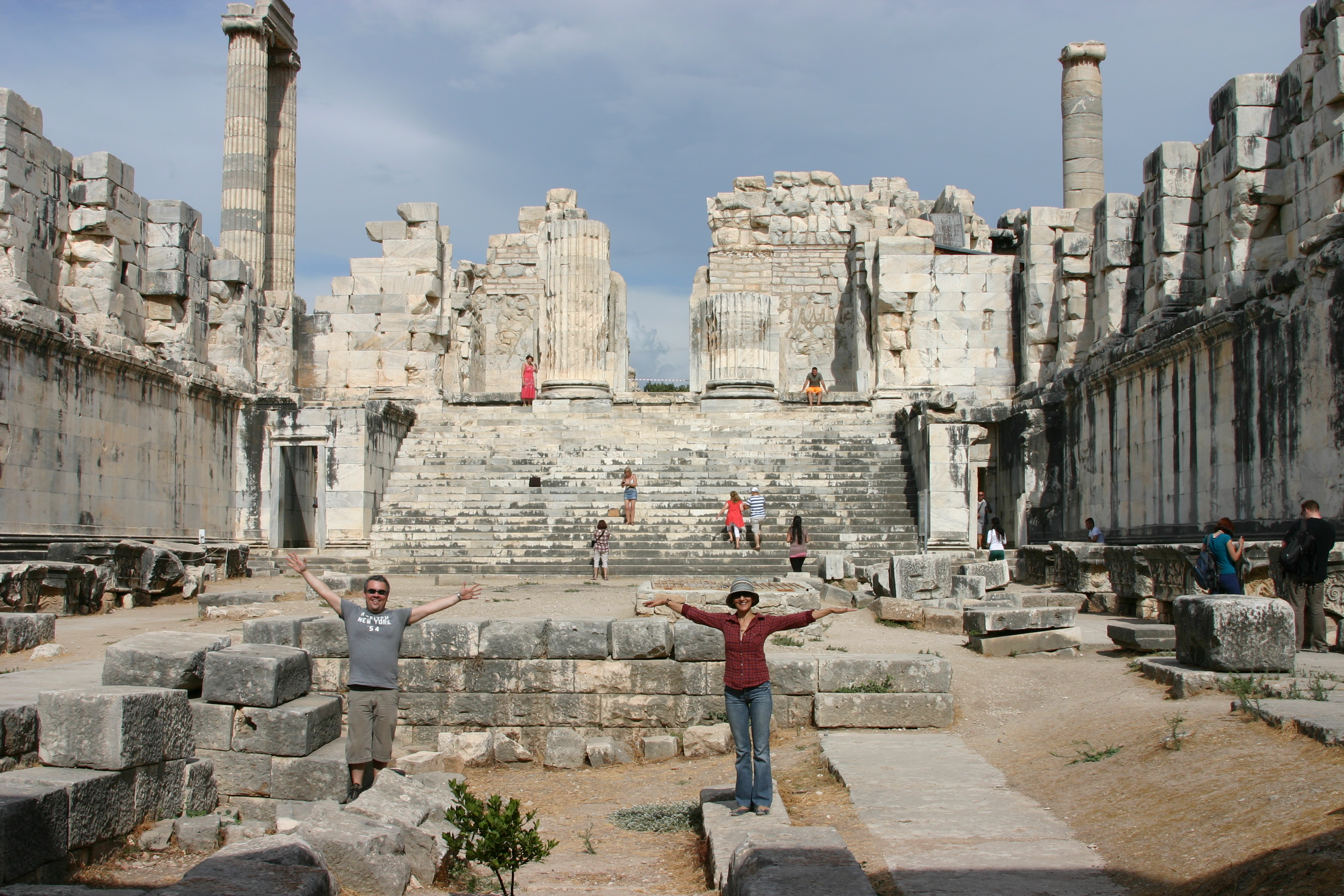
Templo de Apolo em Dídimos

Dídimos (em grego:  Δίδυμα, transl. Dídyma) foi um antigo santuário da Jônia, hoje a moderna Didim na Turquia.
O santuário continha um templo e o mais importante oráculo de Apolo depois do de Delfos, e estava na dependência da cidade de Mileto. A presença humana é atestada no local desde a Pré-História.
O santuário era administrado pela família dos Brânquidas (Branchidae), e foi destruído pelos persas em 493 a.C., que capturaram a estátua de bronze de Apolo e os tesouros do templo. As instalações só foram restauradas a partir de 334 a.C..
Em 312 a.C., após conquistar Mileto,[carece de fontes?] Seleuco I Nicátor trouxe a estátua de Apolo de volta. Também iniciou a construção de um enorme templo, jamais terminado. Seleuco, pelo que sua mãe Laódice havia dito, era filho de Apolo.
Dídima em seu período de apogeu manteve um grande festival pan-helênico, chamado Dydimeia. As suas ruínas constituem um importante sítio arqueológico.